# Афумаць (Долж)
Афумаць, Афумаці (рум. Afumați) — село у повіті Долж в Румунії. Входить до складу комуни Афумаць.
Село розташоване на відстані 213 км на захід від Бухареста, 44 км на південний захід від Крайови.

## Населення
За даними перепису населення 2002 року у селі проживали 1385 осіб, усі — румуни. Усі жителі села рідною мовою назвали румунську.